# Småfruktigt blågryn
Småfruktigt blågryn (Gregorella humida) är en lavart som först beskrevs av Kullh., och fick sitt nu gällande namn av Lumbsch. Småfruktigt blågryn ingår i släktet Gregorella och familjen Arctomiaceae. Arten är reproducerande i Sverige. Inga underarter finns listade i Catalogue of Life.